# 維什泰亞鄉
45°49′15″N 24°46′14″E / 45.82083°N 24.77056°E
維什泰亞鄉（羅馬尼亞語：Comuna Viștea, Brașov），是羅馬尼亞的鄉份，位於該國中部，由布拉索夫縣負責管轄，面積84平方公里，海拔高度424米，2007年人口2,082，人口密度每平方公里25人。